# Homostola vulpecula
Homostola vulpecula is een spinnensoort uit de familie Cyrtaucheniidae. De soort komt voor in Zuid-Afrika.